# جي. مايكل سترازينسكي
جى.مايكل سترازينسكى (بالإنجليزية: J. Michael Straczynski)‏ (و. 1954  م) هو كاتب سيناريو، ومنتج أفلام، وروائي، وصحفي، وكاتب، وكاتب مسرحي، وكاتب خيال علمي، من الولايات المتحدة، ولد في باترسون.

## التعليم
تعلم في جامعة سان دييغو الحكومية.

## جوائز
حصل على جوائز منها:
- Ray Bradbury Award [الإنجليزية]‏.

## وصلات خارجية
- جي. مايكل سترازينسكي على موقع IMDb (الإنجليزية)
- جي. مايكل سترازينسكي على موقع ألو سيني (الفرنسية)
- جي. مايكل سترازينسكي على موقع ميوزك برينز (الإنجليزية)
- جي. مايكل سترازينسكي على موقع أول موفي (الإنجليزية)
- جي. مايكل سترازينسكي على موقع قاعدة بيانات الأفلام السويدية (السويدية)
- جي. مايكل سترازينسكي على موقع ديسكوغز (الإنجليزية)
- جي. مايكل سترازينسكي على موقع قاعدة بيانات الفيلم (الإنجليزية)
- جي. مايكل سترازينسكي على موقع كينوبويسك (الروسية)